# Protéine NCp7
La protéine ou les protéines de nucléocapside NC ou NCp7 sont des protéines de structure chez les rétrovirus, comme le virus de l'immunodéficience humaine (VIH).
La NCp7 est un petit module protéique de fixation aux acides nucléiques, ARN et/ou ADN, avec une préférence pour les acides nucléiques simple-brin présentant des structures en tige-boucle. Ainsi, elle recouvre et compacte l'ARN viral au cœur de la particule virale. D'après les études in vitro, le site de fixation de la NCp7 sur l'ARN et l'ADN simple-brin est estimé entre 8 et 12 nucléotides.
In vivo, il est estimé qu'environ 2000 NCp7 recouvrent les 2 × 10 000 nucléotides des deux molécules d'ARN génomique du VIH. Les NCp7 sont aussi des protéines chaperon des acides nucléiques : en se liant, elles peuvent modifier la structure secondaire et tertiaire de l'ARN et de l'ADN, ce qui permet de configurer l'ARN viral dans une structure bien spécifique, dans la particule. Ces protéines sont aussi impliquées dans l'assemblage de la particule virale et pendant la transcription inverse du génome viral. Les NCp7 sont essentielles pour le VIH et les autres rétrovirus, et leur séquence est hautement conservée. Elle demeure une protéine à cibler prioritairement dans la lutte contre le VIH.

## Expression
Le gène codant la protéine NCp7 se retrouve dans la partie C-terminale du précurseur polyprotéique Pr55gag. Ce dernier est clivé et donne l’intermédiaire protéique NCp15. Ce dernier est à son tour clivé pour conduire à NCp7 et une autre protéine virale, la protéine p6, au moment où le virion est mature. La protéine de nucléocapside NCp7 est donc produite et présente seulement chez les virions matures.

## Structure
La protéine de nucléocapside NCp7 du VIH-1 est constituée de 72 acides aminés et elle possède une structure composée de deux doigts de zinc successifs, de motif CCHC, qui lui permettent d’effectuer ses fonctions principales. Les doigts de zinc sont situés respectivement aux acides aminés 15 à 28 et 36 à 49 et sont une cible de choix pour les thérapies géniques contre le rétrovirus VIH. Cependant, le domaine crucial d’activité de NCp7 se situe au niveau des acides 12 à 53, où les doigts de zinc se retrouvent. La structure de ces doigts est caractérisée par un repliement au niveau de la Pro31. De plus, les portions N- et C- terminales sont des parties flexibles de la protéine et sont indépendantes du reste de la molécule. Ces doigts de zinc sont en fait des structures de la forme Cys-X2-Cys-X4-His-X4-Cys, qui sont des séquences généralement bien conservées des rétrovirus.

## Rôles
NCp7 est une protéine qui a un rôle de chaperonne mais aussi un important rôle dans la dimérisation de l’ARN et son encapsidation. En tant que chaperonne, elle aide au déploiement de certains acides nucléiques qui conduirait à un arrangement thermodynamiquement plus favorable. On ne sait cependant toujours pas si ce sont des régions spécifiques de la NCp7 qui jouent ce rôle de chaperonne. Elle est aussi un facteur déterminant au niveau de la transcription inverse de l’ARN grâce à ses deux doigts de zinc. NCp7 agit plus spécifiquement au niveau des séquences TAR et cTAR présentes au niveau du génome viral en les hybridant et en les déstabilisant. Elle est en mesure de déstabiliser les séquences à l’aide de son activité chaperonne, encore une fois, qui stimule le premier saut de brin. Cette protéine est tout particulièrement importante dans l’incorporation du dimère d’ARN viral dans les virions. Sans NCp7, ce processus d’incorporation serait impossible et ne conduirait pas à des virons dits infectieux. De plus, la NCp7 aide la liaison de la tRNAlys3 encore grâce à sa structure de doigt de zinc.

## Sensibilité à la concentration de sel
La protéine de nucléocapside NCp7 effectue ses fonctions dans des conditions environnementales très précises. En effet, elle est très sensible aux variations de concentrations de sel qui modifie totalement son attraction avec les molécules ambiantes. En temps normal, NCp7 forme un complexe avec le domaine SL3, aussi appelé ARN-psi, dans un ratio 1:1. Cette liaison est grandement affectée selon les variations de la force ionique ambiante. La liaison se fait normalement à des concentrations saliques inférieures ou égales à 0,2 M. Si la concentration en NaCl devient inférieure ou égale à 0,15 M, il y a alors formation de complexes dans un ratio de 1:2 ARN:protéine. L’addition de sel dans le milieu fait en sorte de stabiliser très rapidement les liaisons protéine-ARN en jouant sur le réarrangement des protéines. De plus, la nature du sel a un impact assez important sur la stabilisation des liaisons. Par exemple, un ion acétate stabilise la liaison par un facteur de 2 comparativement à la même quantité d’ion chlorure.

## Inhibiteur de la nucléocapside
De nouvelles recherches ont récemment[Quand ?] démontré que certains inhibiteurs de la NCp7 permettaient d’inhiber la transmission du VIH par les cellules infectées. C’est notamment le cas de la famille des S-acyl-2-mercaptobenzamide thioesters (SAMTs). Son rôle est d’éliminer les molécules de zinc présentes dans les doigts de zinc. Il en résulte une modification irréversible puisqu’une fois le zinc détaché, les résidus Cystéine et lysines nécessaires à la géométrie tétrahédrale subissent une modification covalente des liens et le zinc ne peut plus réintégrer la boucle.

## Effets des mutations sur la protéine
Si on incorpore une mutation au niveau des doigts de zinc et que l’on remplace une histidine par une cystéine, il s’ensuivra une modification de l’activité biologique de la protéine puisque la liaison entre le peptide et le zinc s’en trouvera modifiée. Effectivement, une baisse de l’activité protéique est remarquée lors d’une telle mutation. Il en est de même pour les mutations des résidus Trp37 et Phe16, qui conduit à un virus non infectieux.

## Importance des deux doigts de zinc
Lors d’études précédentes, il a été déterminé que la position respective des doigts de zinc devait être respectée. Effectivement, il a été prouvé que si les positions étaient échangées ou modifiées d’une quelconque façon, il en résulterait encore une fois un virus non infectieux. Il a été testé, par contre, que si l’on échange le premier doigt pour la structure du deuxième et celle du deuxième par celle du premier, le virus redevenait infectieux. Ceci met aussi en lien l’importance de la Pro31 qui est située entre les deux doigts. Elle sert de facteur de rapprochement des doigts et permet donc de garder l’arrangement spatial de la protéine. Si cette pro31 est absente ou décalée, il en résulte une inhibition de l’activité protéique de la NCp7,,,,,.